# ドラゴンボールZ 真武道会
『ドラゴンボールZ 真武道会』（ドラゴンボールゼット しんぶどうかい、DRAGON BALL Z Shin Budoukai）はバンダイより2006年4月20日に発売されたPlayStation Portable用ゲームソフト。鳥山明原作のテレビアニメ『ドラゴンボールZ』を題材にした対戦型格闘ゲーム。

## 概要
PlayStation Porable初の『ドラゴンボール』のゲーム作品で、従来の携帯ゲーム機では不可能だったトゥーンレンダリングの採用により、鳥山明のタッチそのままのキャラクターが滑らかに動く。「ドラゴンボールゲーム史上最速」を謳い文句にしており、従来の『ドラゴンボールZ』シリーズよりスピーディーなバトルが可能になっている。溜めた気を解放する「オーラバースト」により駆け引きもより高度になりつつも、爽快感のあるものになった。
物語は、劇場版『ドラゴンボールZ 復活のフュージョン!!悟空とベジータ』をモチーフにしており、悪の気により復活したフリーザやセルたちと戦う。ジャネンバやパイクーハンなどのアニメオリジナルキャラクターも登場する。
本作の続編である『ドラゴンボールZ 真武道会2』が2007年6月7日に発売された。

## ストーリー
魔導師バビディによって復活した魔人ブウは孫悟空たちの活躍によって倒された。それから時が流れ、孫悟空、ピッコロ（マジュニア）、ヤムチャ、クリリン、18号たちは久しぶりに集まりキャンプに行こうとしていた。その時、ゴテンクスがとてつもない巨大な気を感じた。
巨大な気の正体はあの世で一番強いといわれる武道家パイクーハンで悟空を探しに来たのだった。パイクーハンと共に地獄に向かった悟空は異変が起こっていることを知る。
人々の邪念が渦を巻き、塊となったのだ。邪念の塊から生まれた謎の戦士、界王神が「ジャネンバ」と名づけたそれは超サイヤ人の悟空ですら手を焼くほどの強さを持っていた。一方、地上ではかつてトランクスによって倒されたはずのフリーザが蘇っていた。そればかりでなく、墓場から死者が次々と蘇るという異常事態に街はパニックとなり、さらなる強敵も蘇っていた。再び現れた強敵たちに悟空たちはどう立ち向かうのか？
さらには、空間ばかりか時間までもが歪み、過去の悟飯や未来トランクスまでタイムスリップしてきてしまう。悟空達は、歪んだ世界を元に戻せるのか？

## モード
ドラゴンロード
本作でのストーリーモード。ストーリーに沿って様々なキャラクターを使いながら敵と戦っていく。会話イベントもあり、選択肢によってはストーリーが分岐することも。バトルに勝利すると残り体力やテクニック、かかった時間に応じて評価され、マップに記録される。勝利したバトルを再び選択することも可能で、成績を更新すればそれも記録される。エンディングは2種類あり、最終決戦でポタラを使うか否か（ベジットで戦うかゴジータで戦うか）で結末が異なる。
アーケード
アーケードゲームの対戦格闘ゲームのようにキャラクターを一人選択し、CPUキャラクターと次々に対戦していくモード。キャラクターごとに途中で会話イベントがある。全てのCPUキャラクターを倒すとエンディングとなる。
Zトライアル
何連勝できるか試すサバイバルとどれだけ早くクリアできるかを試すタイムアタックがある。クリア成績に応じて「ゼニー」やプロフィールカードを入手できる。
ネットワーク対戦
ワイヤレスLAN機能を使い、2人対戦が可能。勝敗に応じてプレイヤーの「戦闘力」数値が変動する。自分より戦闘力の高い相手に勝利すると大きく上昇するが、逆に自分より戦闘力の低い相手に勝利してもあまり上昇しない。
トレーニング
相手の動きや気の溜まり方など状況を設定して自由に練習できるモード。
プロフィールカード
自分の戦績を記録したカード。ネットワーク対戦やカードシェアリングによって相手と交換することができる。他のモードで集めたゼニーを使い、ショップでカードに絵を書き込むことも可能。

## ゲームシステム
基本的にPlayStation 2専用のソフト『ドラゴンボールZ3』の流れを汲んでおり、対戦型格闘ゲームのシステムを踏襲している。攻撃により相手の体力ゲージをゼロにした方が勝利となる。体力ゲージは3本分あり、最初は緑だが無くなると黄色になり、次にオレンジとなり、オレンジのゲージが全てなくなると敗北となる。
ボタンと方向キーの組み合わせで様々な技を出すことができる。体力ゲージの他に「気力ゲージ」があり、これを消費することで様々な特殊行動や必殺技（気力ゲージ1本消費）、変身（気力ゲージ4本以上で可能）、究極技（気力ゲージ5本消費）が繰り出せる。気力ゲージは初期状態では3本溜まっており、最大7本までストックすることが可能。相手に攻撃を当てるか、Lボタンの「気力溜め」で気力ゲージを溜められる。必殺技、究極技のコマンドは全体にシンプルになっており、格闘ゲームの初心者でも簡単に豪快な技を出せる。攻撃には素早い「ラッシュ」、威力の大きい「スマッシュ」、気力を消費して気弾を飛ばす「気功波」の3種類がある。ラッシュとスマッシュは連続でボタンを押すことで連続技になり、そこから必殺技を出すことも可能。
これらの攻撃は×ボタンの「ガード」で防ぐことが可能。ガードした場合も体力ゲージは少しずつ減少する（削り）。削りによるダメージは赤いゲージで表現され、時間と共に少しずつ回復していくが、相手の攻撃がヒットすると一気に赤ゲージがなくなり実際のダメージになってしまう。通常攻撃であれば敵の攻撃が当たる瞬間に×ボタンを押すことで「避け」になり、削りダメージを受けること無く回避できる。「避け」はガード硬直も無いため、反撃しやすいが、気力ゲージを少しずつ消費。相手の攻撃が「気功波」であった場合に直前に×ボタンを押すと「気功波弾き」となりノーダメージで攻撃を受け流すことが可能。最も良いタイミングで×ボタンを押すと「気功波弾き返し」となり向かってきた気功波を相手に向かって弾き返せる。ただし、「チャージ気功波」やかめはめ波などの「必殺技」、超かめはめ波などの「究極技」は弾くことはできない。

### 見極め
相手の攻撃がヒットする瞬間に方向キーを相手の方向に入れ、同時に×ボタンを押す（自分が右向きの場合は→+×ボタン）ことで「見極め」ができる。気力を3本消費するが、相手の攻撃をノーダメージでかわしつつ相手の背後に移動し、そのまま反撃できる特殊行動。気功波弾きが効かないチャージ気功波やかめはめ波やギャリック砲、気円斬などの必殺技も回避できるが、ほとんどの究極技には効果が無い。ゴテンクスのスーパーゴーストカミカゼアタックは例外的に見極め可能な究極技。また、必殺技の中にも孫悟空の気合砲、クリリンの太陽拳など見極め不能なものが存在する。
方向キーを↑↑に入れることで画面奥に移動、↓↓に入れることで画面手前に移動する。ある程度距離が離れていればこれで超かめはめ波や気円烈斬などの攻撃も簡単に回避できる。

### 投げと投げぬけ
相手に接近した状態で□+×ボタンで「投げ」となる。投げは相手のガードに関係なくダメージを与えることができるが接近する必要があり、出るまでにわずかに隙があるため、相手が攻撃を出していると簡単に潰されてしまう。また、間合いの外で投げコマンドを入力していると投げスカリポーズとなり隙となる。相手が防御を固めている時にその防御を崩す技として有効。相手も同時に投げコマンド（□+×ボタン）を押していた場合は「投げぬけ」となり、ノーダメージで互いの距離が開き、仕切り直しとなる。

### オーラバースト
溜めた気を「オーラバーストボタン」（デフォルトではRボタン）で解放すると、激しいオーラが体から発せられてパワーアップし様々な特殊行動が可能になる、本作の特徴的なシステム。オーラバースト中は気力ゲージを消費する。
オーラバースト ダッシュ
R+方向キー　超高速ダッシュ。R+↑で相手の背後に回りこむ。
オーラバースト ラッシュ
R+□ボタン　敵の通常攻撃、気功波を弾きながら突進する。
オーラバースト スマッシュ
R+△ボタン　ヒットさせると相手はフラフラになり、少しの間は操作不能&ガード不能になる強力な攻撃。フラフラ状態の相手にさらにオーラバーストスマッシュを当てるとダウンするため永久コンボにはならない。
オーラバースト 気功波
R+○ボタン　チャージした大きい気功波を連発できる。「気功波はじき」不能。

### チャージ攻撃
スマッシュ攻撃（△ボタン）、気功波（○ボタン）、必殺技（→+○ボタン、←+○ボタン）、究極技（↑+○ボタン）はいずれもボタンを押しっぱなしにすることで力をためる「チャージ攻撃」になる。チャージ攻撃は出るまでに通常より時間がかかるものの、威力が上がったり、ヒット数が上がったり、中にはガード不能攻撃になるものもある。
チャージ攻撃はチャージ中に×ボタンかRボタンを押すことで行動をキャンセルすることができる。これを「チャージキャンセル」（CC）といいフェイントや連続技に応用できる。ラッシュからスマッシュ技のチャージに移行し、すかさずチャージキャンセルし別の連続技に移行することで連続技キャンセル連続技、さらにそれをキャンセルして必殺技に繋げることができる高等テクニック。

## 登場キャラクター
- 孫悟空（声：野沢雅子）
- 孫悟飯（少年期）（声：野沢雅子）
セル戦直後の時間軸からタイムスリップしてきてしまう。悟空には、「悟飯とビーデルの子か？」と勘違いされた。
- 孫悟飯（青年期）（声：野沢雅子）
本編の時間軸の孫悟飯。
- クリリン（声：田中真弓）
坊主姿で登場。18号とマーロンのイタズラで髪を剃られた。
- ピッコロ（声：古川登志夫）
- ベジータ（声：堀川りょう）
- トランクス（声：草尾毅）
未来トランクス。未来でセルを倒した後の時間軸からタイムスリップしてきた。
- フリーザ（声：中尾隆聖）
- クウラ（声：中尾隆聖）
- ブロリー（超サイヤ人）（声：島田敏）
- 人造人間18号（声：伊藤美紀）
- セル（声：若本規夫）
- 魔人ブウ（声：塩屋浩三）
- ゴテンクス（声：野沢雅子、草尾毅）
- ゴジータ（声：野沢雅子、堀川りょう）
- ベジット（声：野沢雅子、堀川りょう）
- パイクーハン（声：緑川光）
- ジャネンバ（声：玄田哲章）

ドラゴンロードモードで登場する非プレイヤーキャラクター
- ヤムチャ
- 天津飯
- ビーデル
- キビト神
- 閻魔大王（声：郷里大輔）

## 登場ステージ
- 平原　どこまでも草原が続く、緑の多いステージ。原作のサイヤ人編で、悟空とラディッツが対決した場所でもある。
- 岩山　岩山と美しい夕日が特徴のステージ。原作のサイヤ人編で、悟空とベジータが激闘を繰り広げた場所でもある。
- 破壊　激しい死闘によってダメージを受けた惑星。原作のフリーザ編で、悟空とフリーザが死闘を繰り広げた場所でもある。
- 精神と時の部屋　現実での1日が部屋の中では、1年になる部屋。悟空達の修行の場。
- 地獄　劇場版『ドラゴンボールZ 復活のフュージョン!!悟空とベジータ』に登場したジャネンバによって、結界が張られた地獄。
- 神殿　遥か上空にある神様の住む場所。ここから神様が地球の人々の平和を見守り続けている。
- 雪原　雪に覆われた極寒の地。原作で悟空が幼年期に立ち寄ったジングル村の近くでもある。

## オープニングミュージック
- 「Miracle D!!」（作曲：加茂浩志）

## 評価
Metacriticでは「average」の評価を受けた。
ファミ通クロスレビューでは8、7、6、7の28点。レビュアーは「格闘にスピード感や迫力に原作再現へのこだわりがある」「かけひきは楽しめないが好みのキャラで自由に戦える」「据置機のゲームよりキャラクターは少ないが選出や演出がよく練られている」「ストーリーはキャラが増えるのは楽しい」「乱入システムある通信対戦は○」「操作性がわかりやすい」とした一方「戦闘がワンパターンになりがち」「ストーリーの展開は強引な点もある、分岐がワンパターン」「幕間の寸劇は楽しいが会話だけなのは寂しい」「お金の使い道に魅力が欲しかった」「ストーリー以外にじっくり遊べる1人用モードが欲しかった」とした。